# Kościół św. Antoniego w Nowej Soli
Kościół pw. św. Antoniego w Nowej Soli − katolicki obiekt sakralny znajdujący się w Nowej Soli. Należy do dekanatu Nowa Sól diecezji zielonogórsko-gorzowskiej.

## Historia
Kościół jest autorstwa berlińskiego architekta Friedricha Augusta Stülera. Utrzymany w stylistyce neoromanizmu. Kamień węgielny położono 9 kwietnia 1835. Budowę świątyni ukończono w 1839.

## Architektura i wyposażenie
Olejny obraz Wniebowstąpienia Chrystusa, kopię Antoniego Allegri, ufundował Kronprinz pruski.

### Organy
Organy zbudował nowosolanin Samuel Ludwig Hartig w 1838 roku. Instrument posiada mechaniczną trakturę gry i 24 głosy.
Dyspozycja instrumentu:
| Manuał I           | Manuał II            | Pedał                 |
| ------------------ | -------------------- | --------------------- |
| 1. Principal 8'    | 1. Principal 4'      | 1. Principal bass 16' |
| 2. Bordun 16'      | 2. Flaute Amabile 8' | 2. Principal bass 8'  |
| 3. Ruhrflute 8'    | 3. Gemshorn 8'       | 3. Flauten bass 8'    |
| 4. Principal 4'    | 4. Cymbel 3fach      | 4. Octave 4'          |
| 5. Octave 2'       | 5. Salicet 8'        | 5. Posaunen bass 16'  |
| 6. Gamba 8'        | 6. Flute 4'          | 6. Subbas 16'         |
| 7. Cornett 5fach   | 7. Aoline 8'         |                       |
| 8. Mixtur 5fach    |                      |                       |
| 9. Quinte 2 2/3    |                      |                       |
| 10. Doppelflute 4' |                      |                       |
| 11. Trompete 8'    |                      |                       |

## Galeria

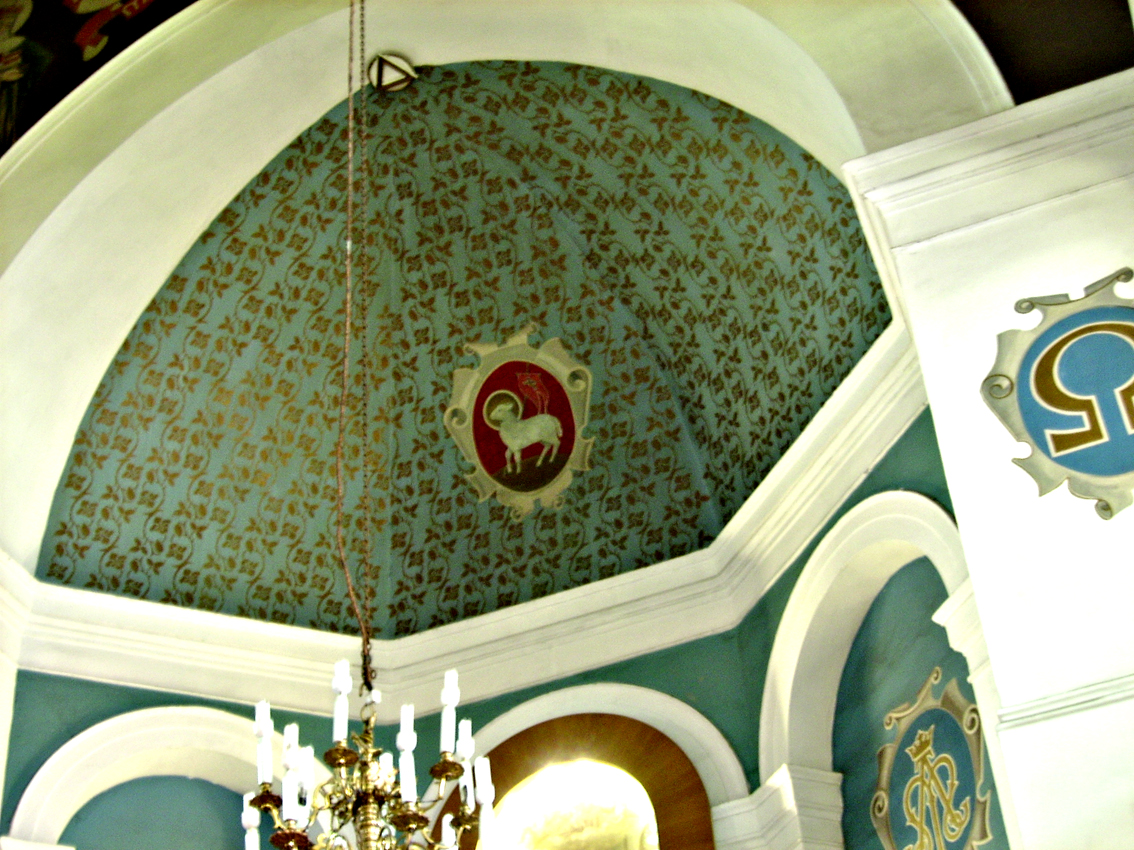
Zamknięcie prezbiterium
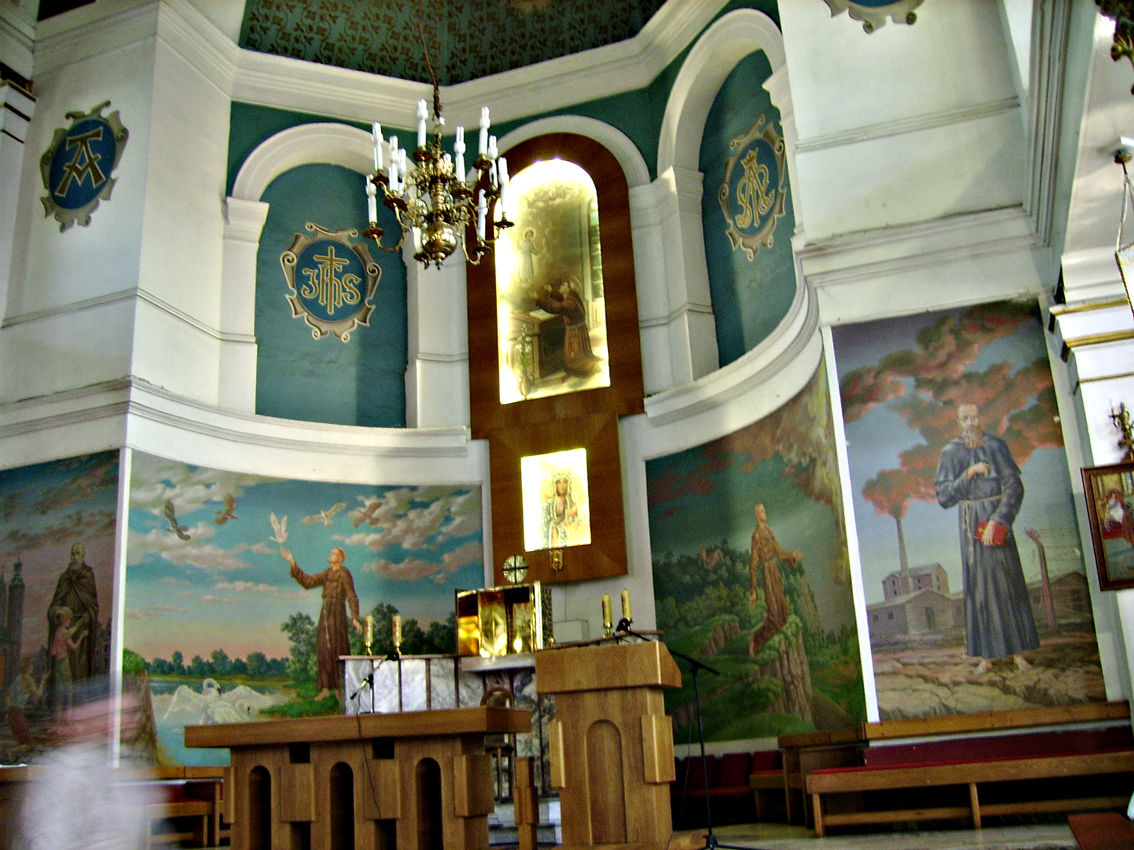
Prezbiterium
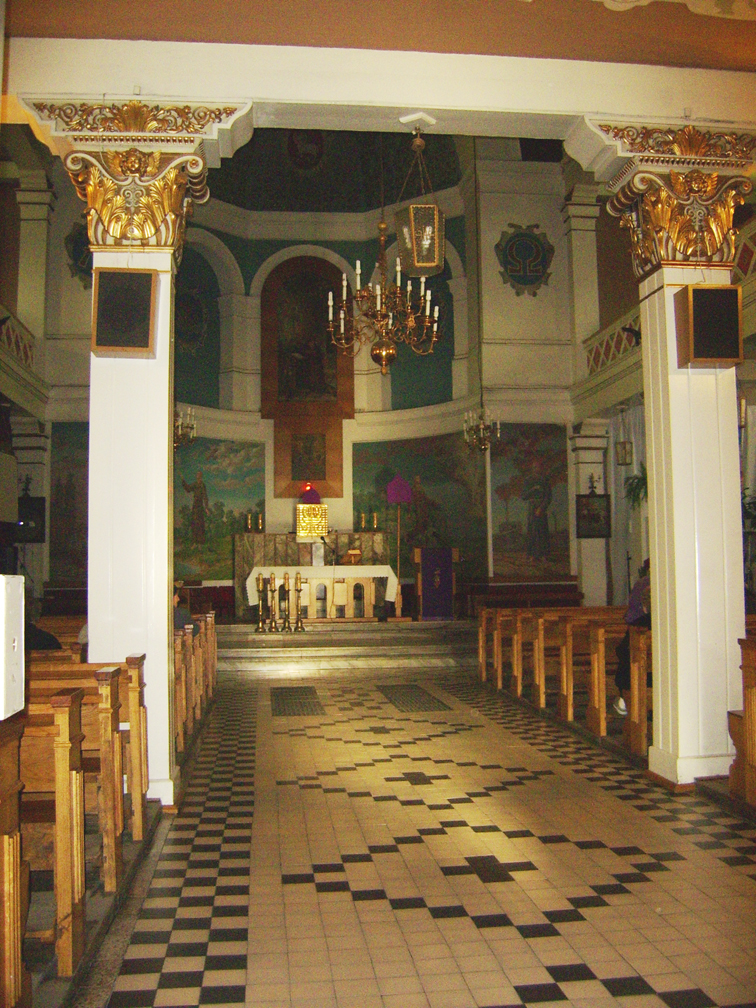
Nawa
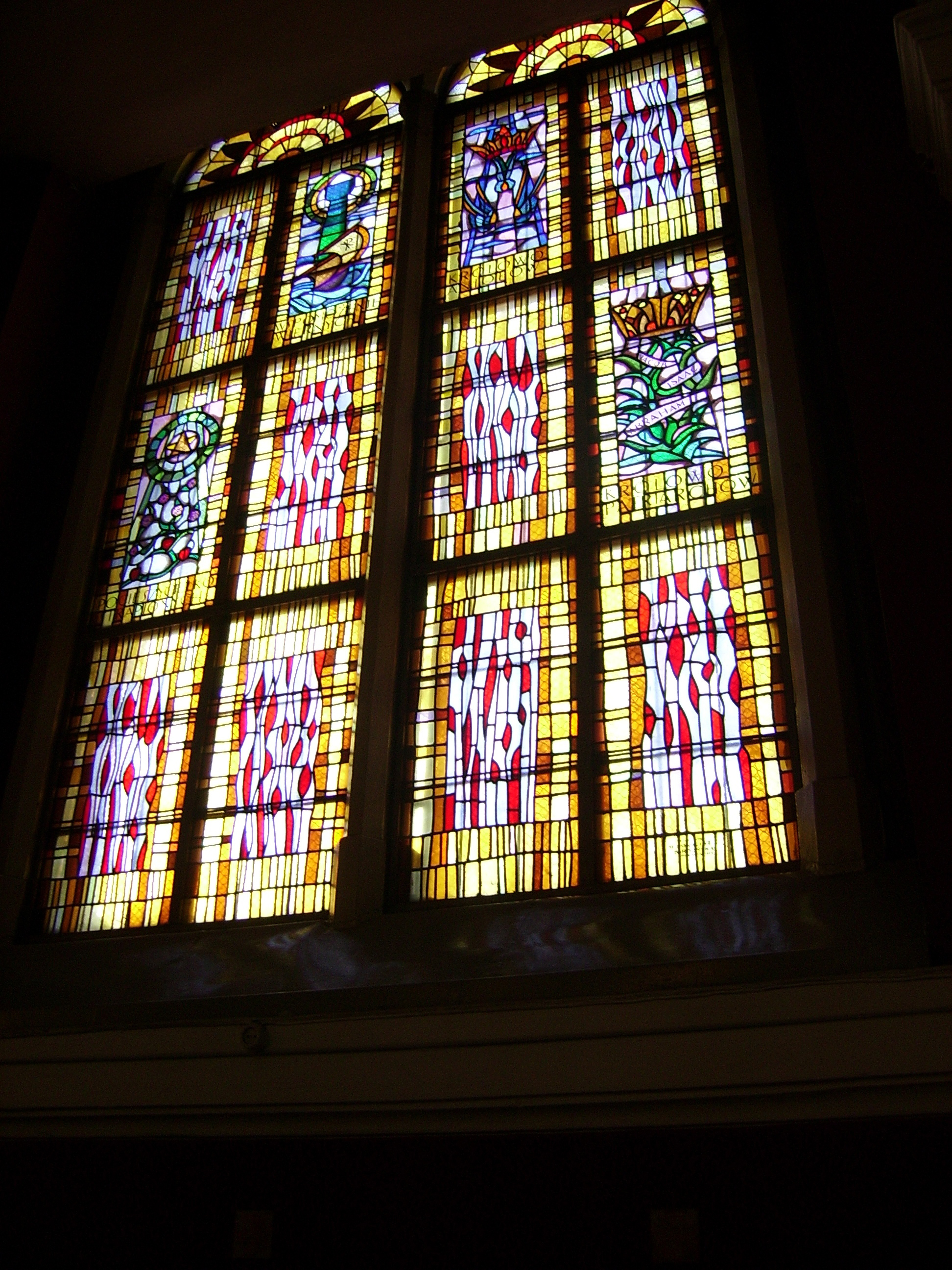
Witraż po lewej stronie
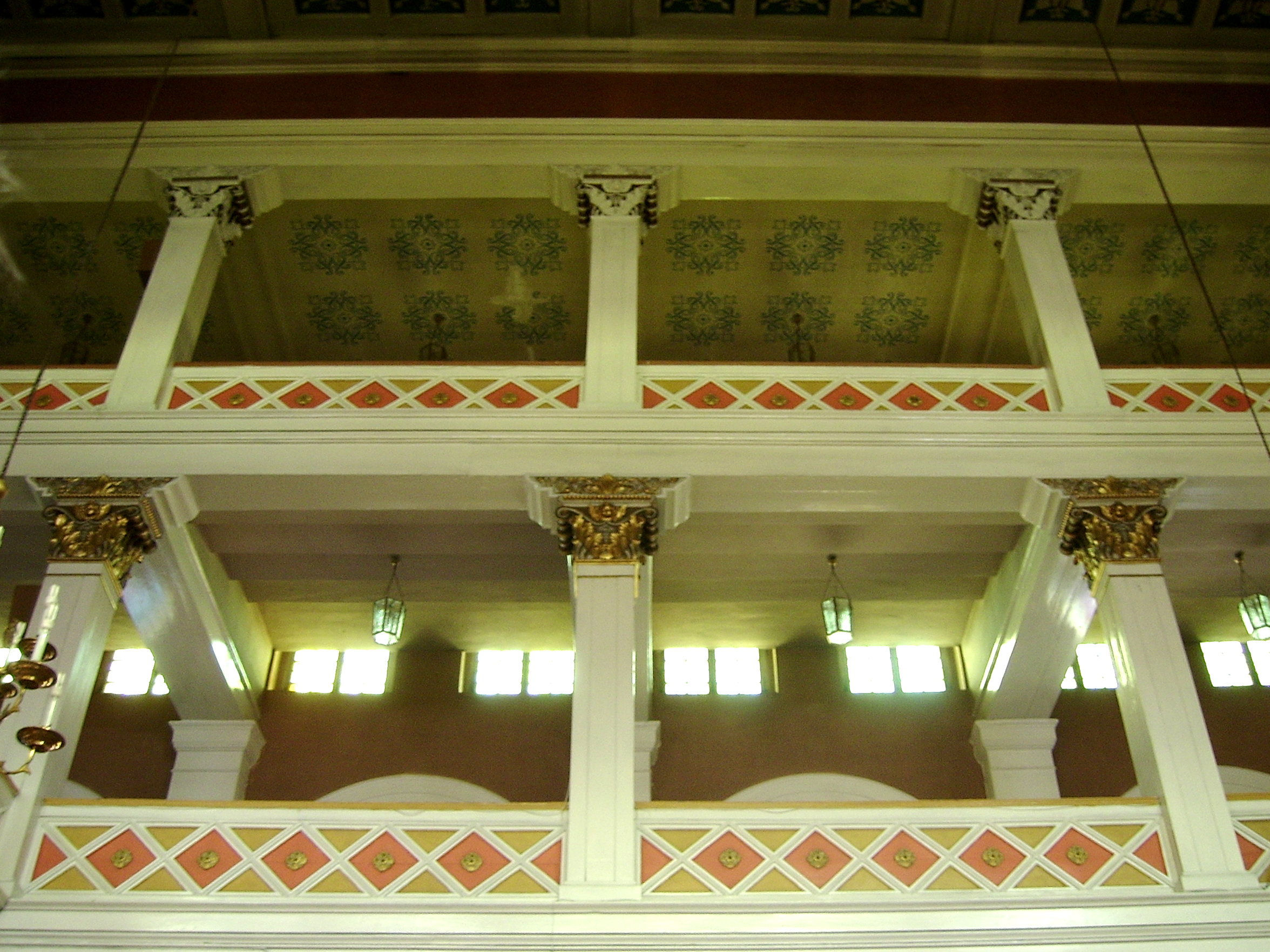
Empory
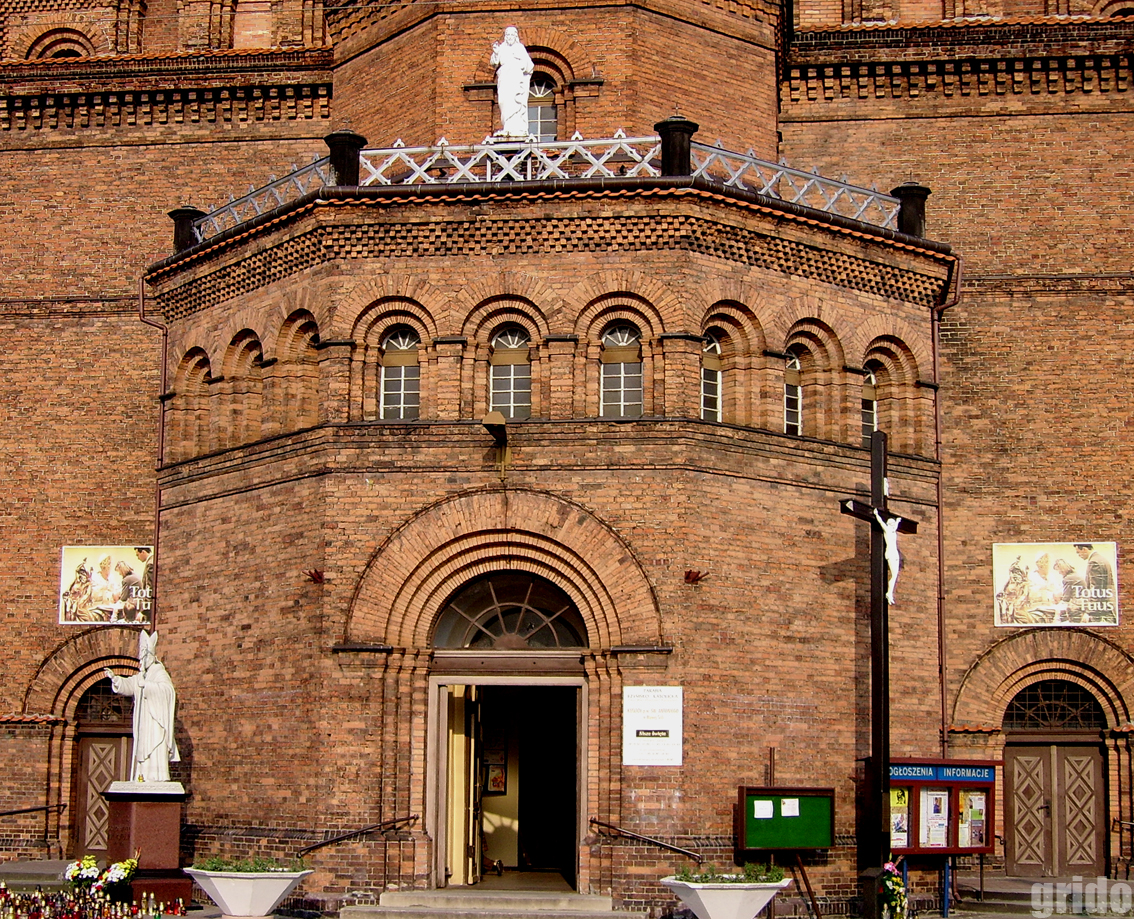
Kruchta
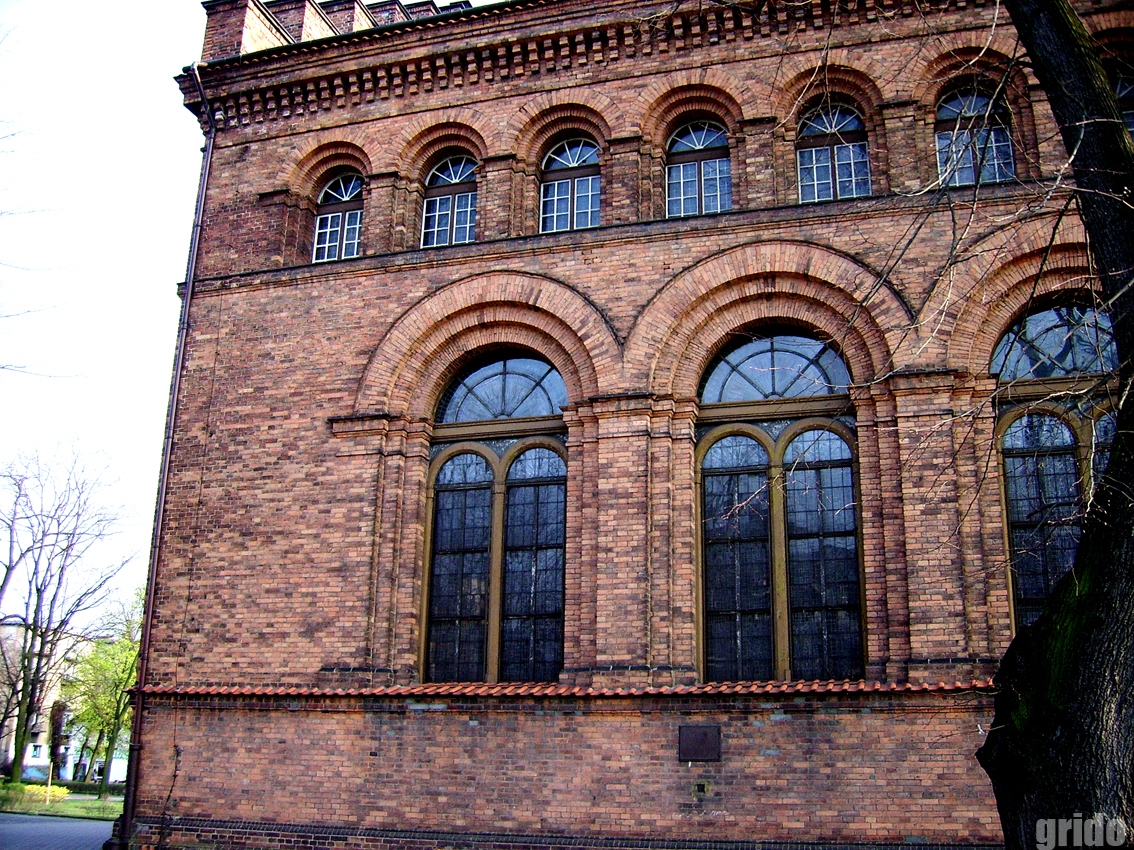
Elewacja kościoła
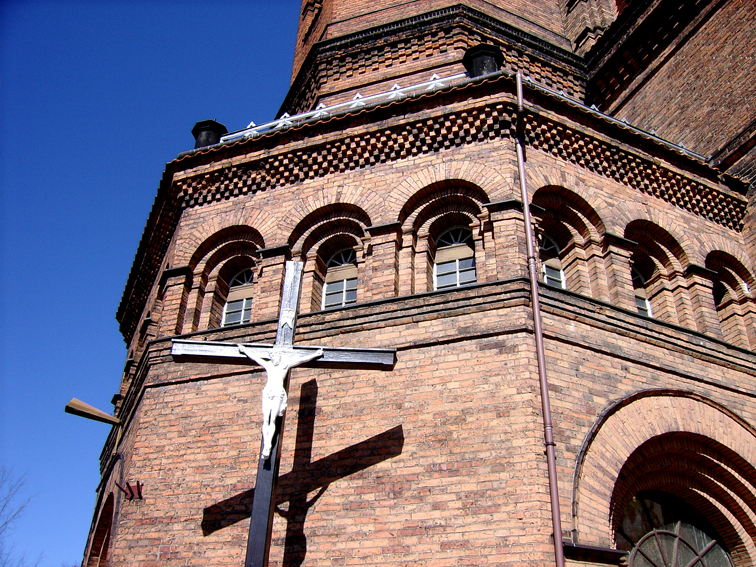
Kruchta fragment
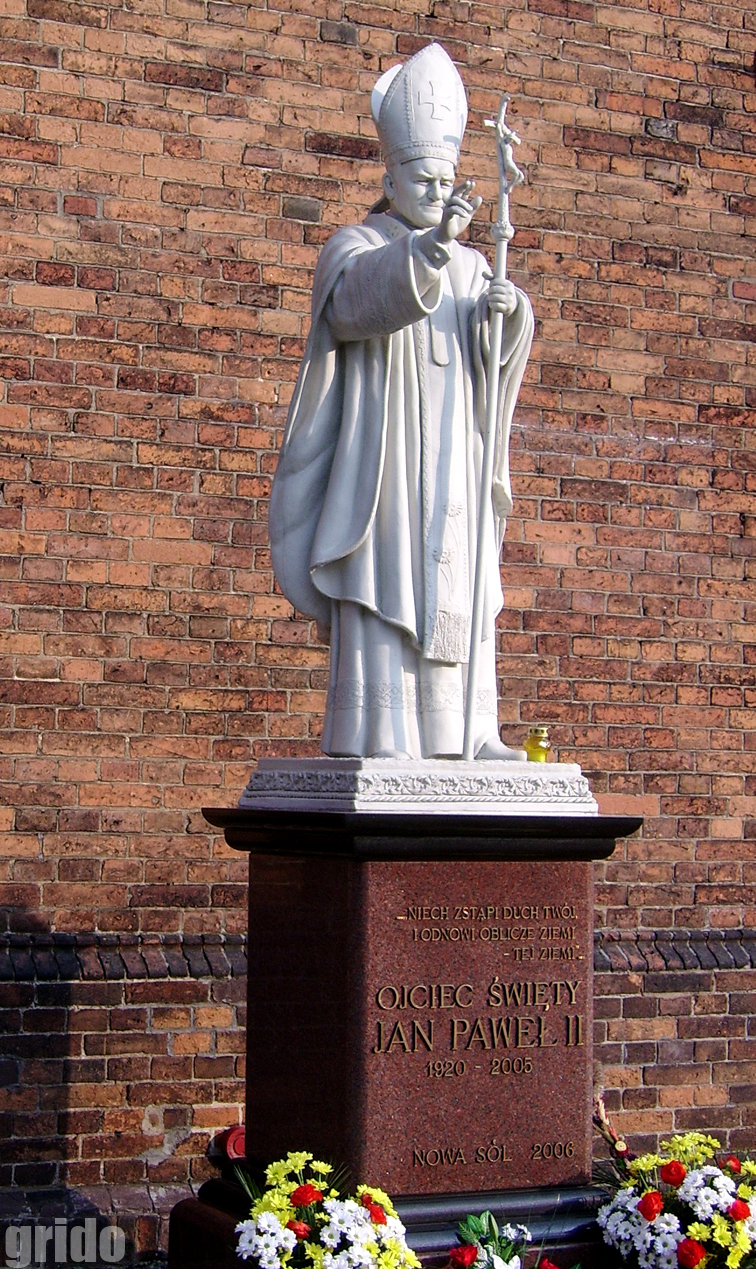
Pomnik Jana Pawła II
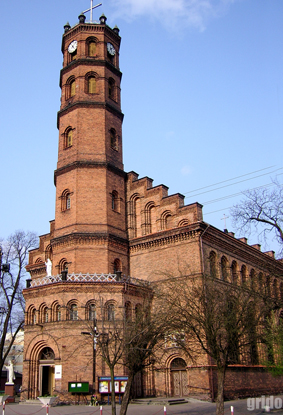
Ogólny wygląd kościoła (przód)
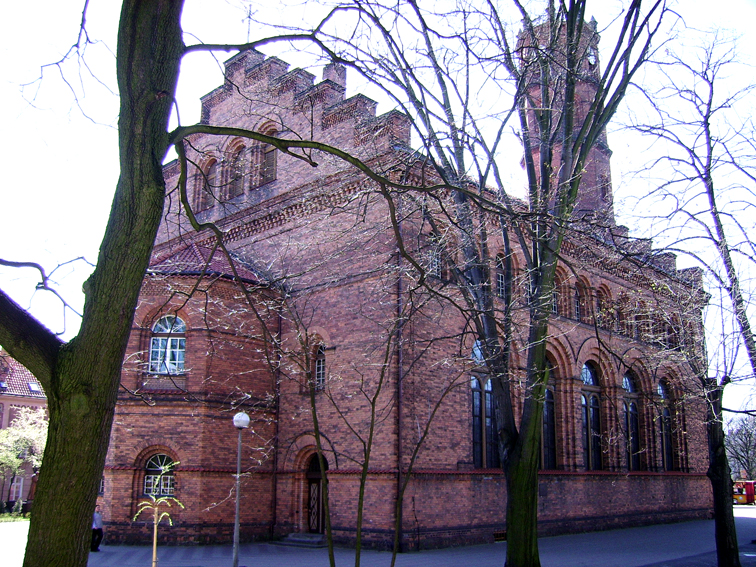
Ogólny wygląd kościoła (tył)
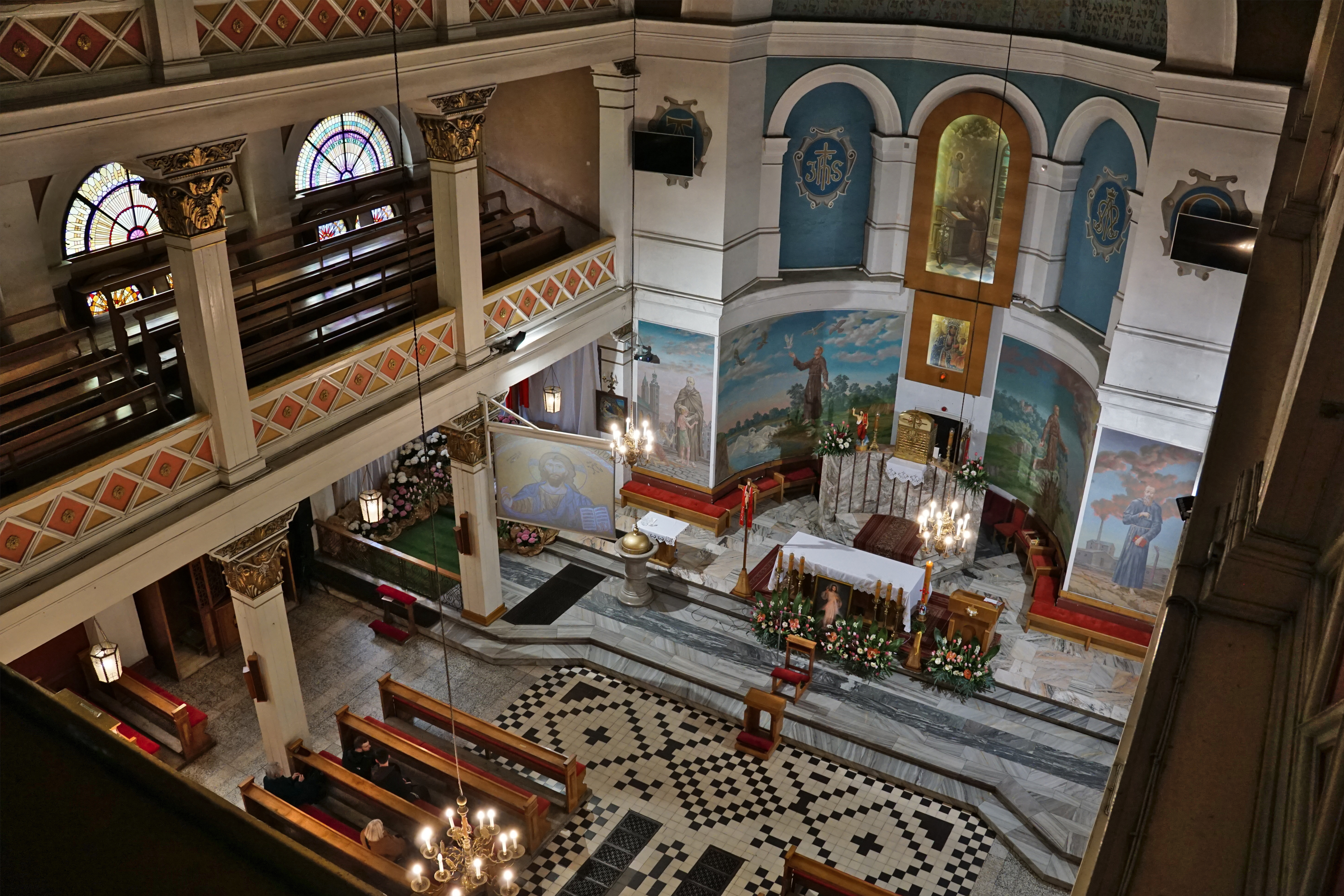
Wnętrze kościoła widoczne z drugiego piętra empory
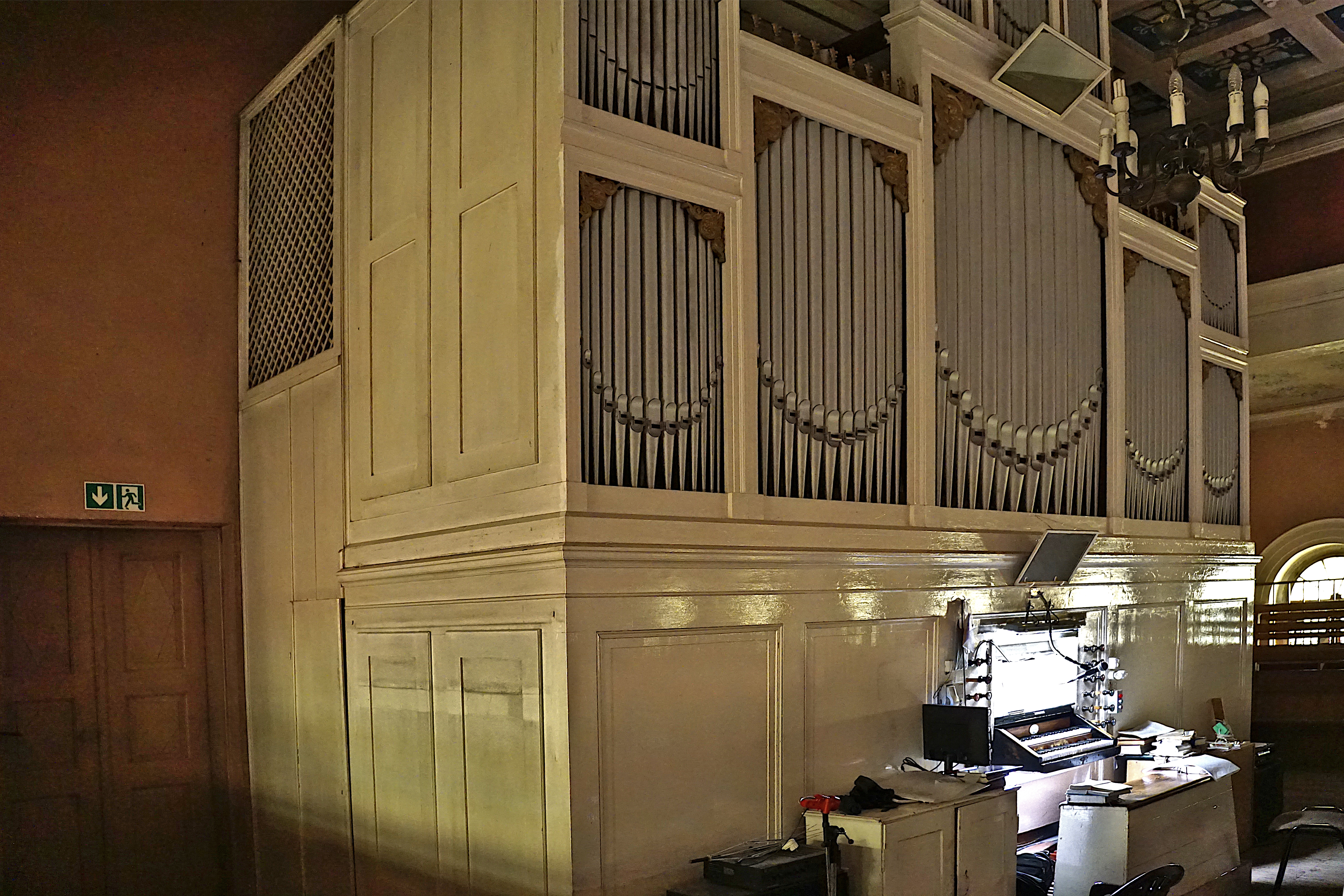
Organy z 1838 r.